# Ordre d'Amilcar Cabral
L’ordre d'Amilcar Cabral est un ordre honorifique cap-verdien.

## Histoire
L’ordre de l’Amilcare Cabral a été créé par la loi n° 19/III/87 du 15 août 1987 à la mémoire d’Amílcar Cabral, héros national et politique de la Guinée-Bissau et du Cap-Vert, fondateur du Parti africain pour l'indépendance de la Guinée et du Cap-Vert, PAIGC (Partido Africano da Independência da Guiné e Cabo Verde), qui amena à l'indépendance ces deux États colonisés par le Portugal.

## Grades
L’ordre compte 3 grades. Par ordre croissant d'importance :
| Rubans      | Rubans      | Rubans      |
| ----------- | ----------- | ----------- |
| 3ème Classe | 2ème Classe | 1ère Classe |